# Ministrowie rolnictwa Danii

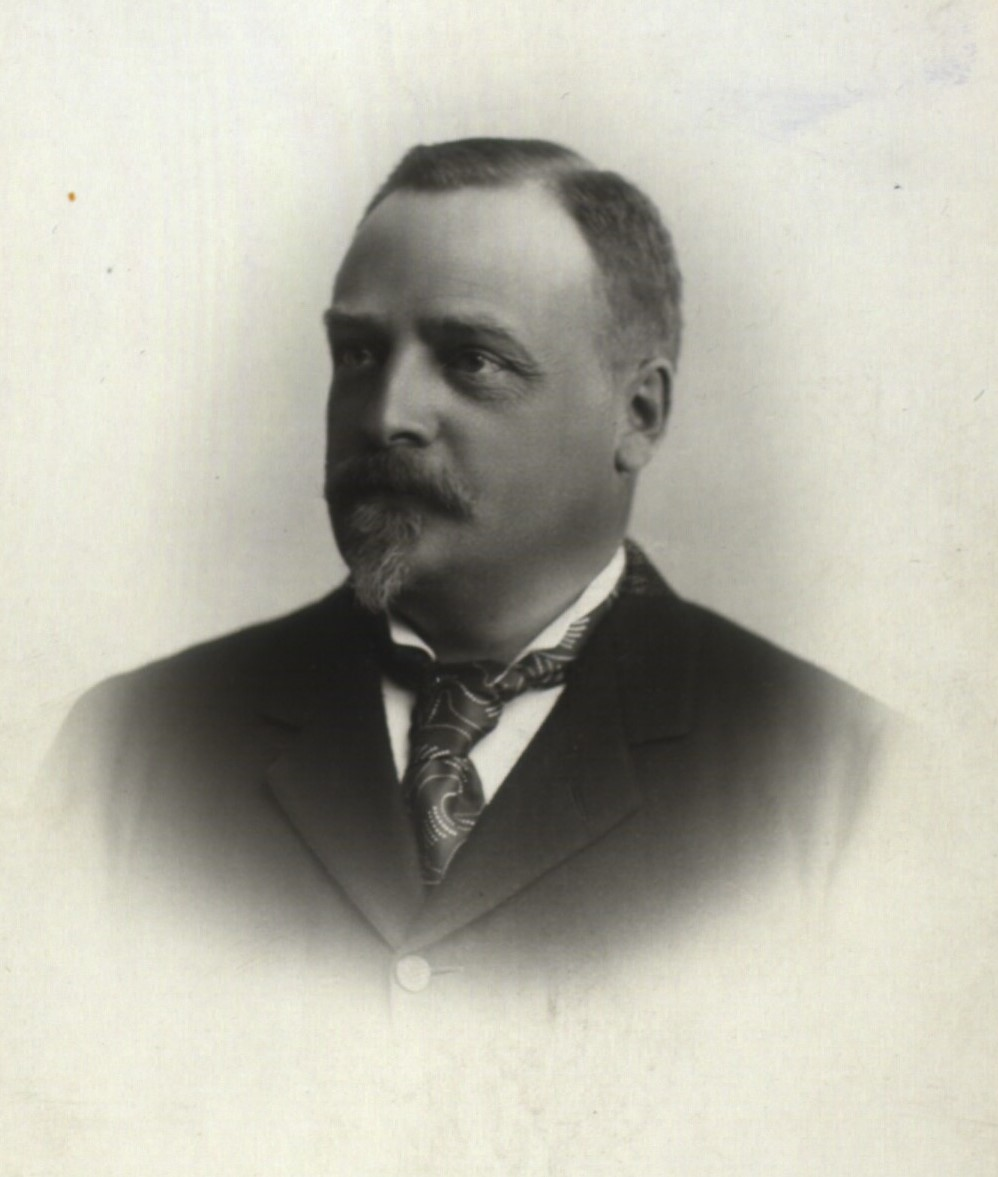
Knud Sehested

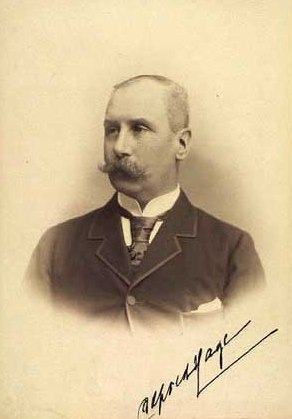
Alfred Hage

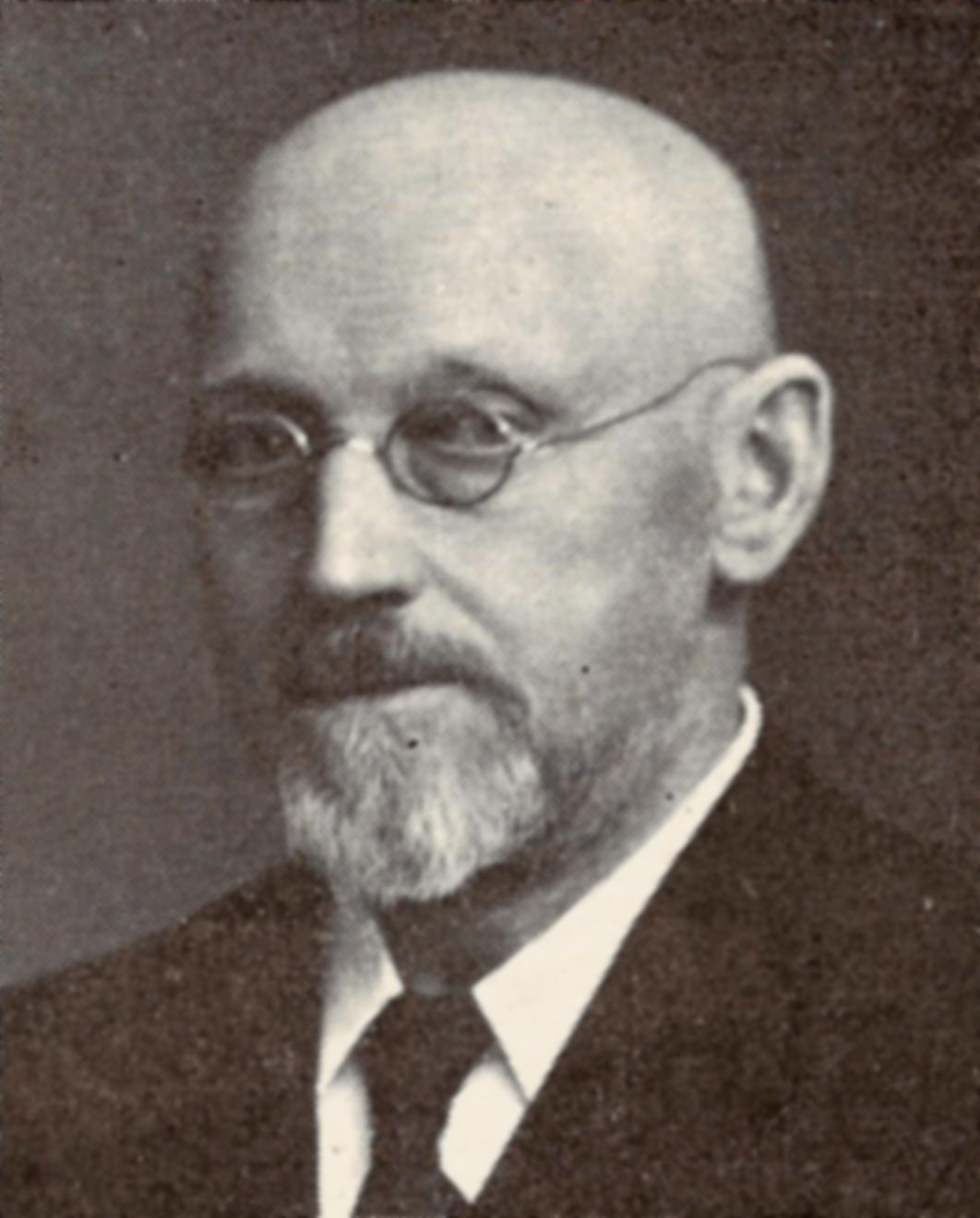
Ole Hansen

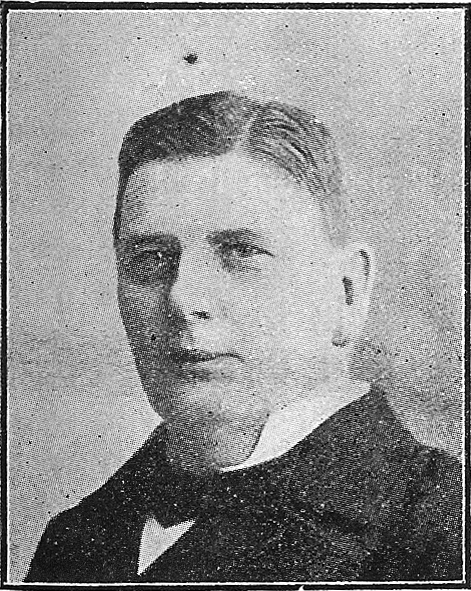
Anders Nielsen

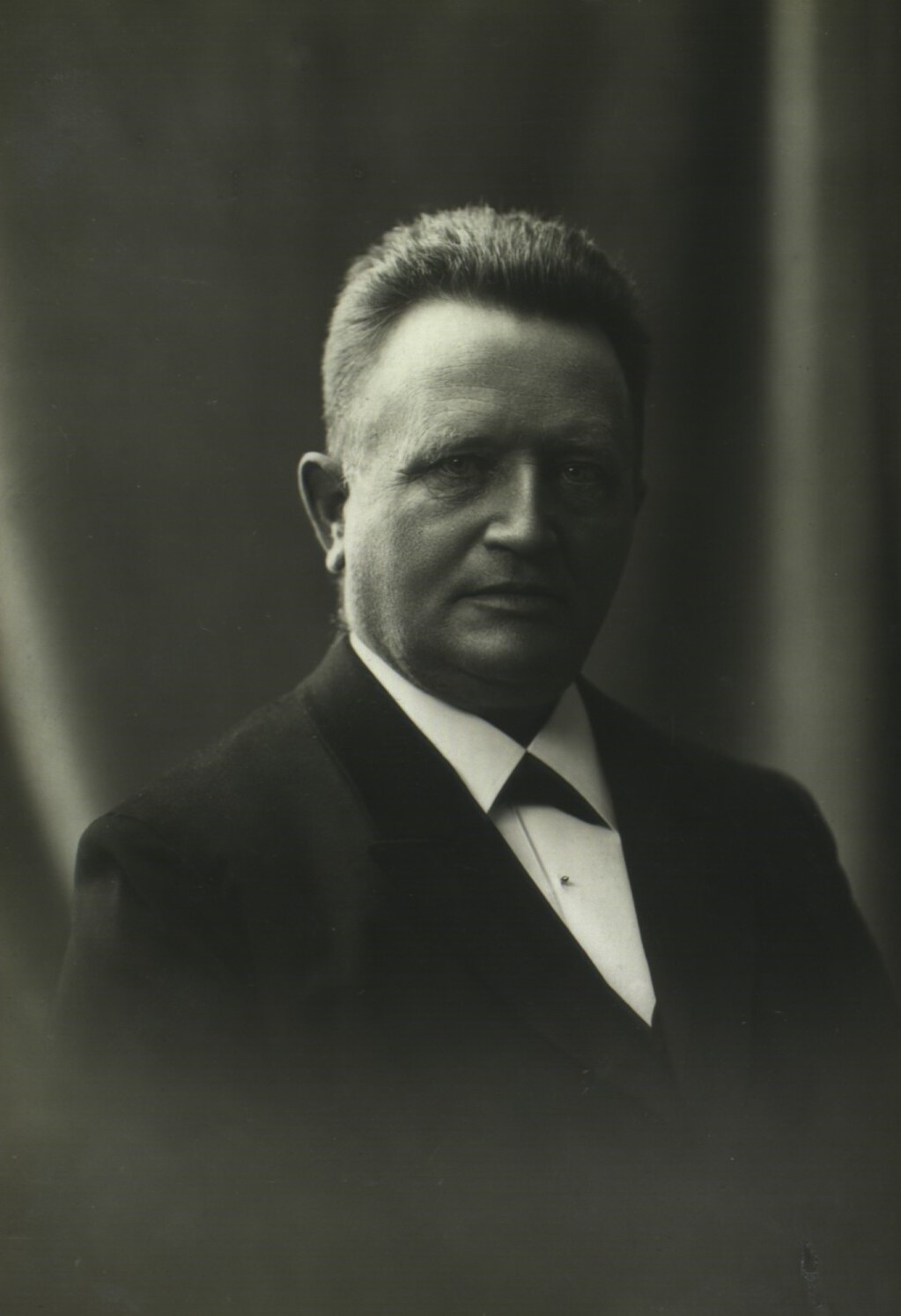
Poul Christensen

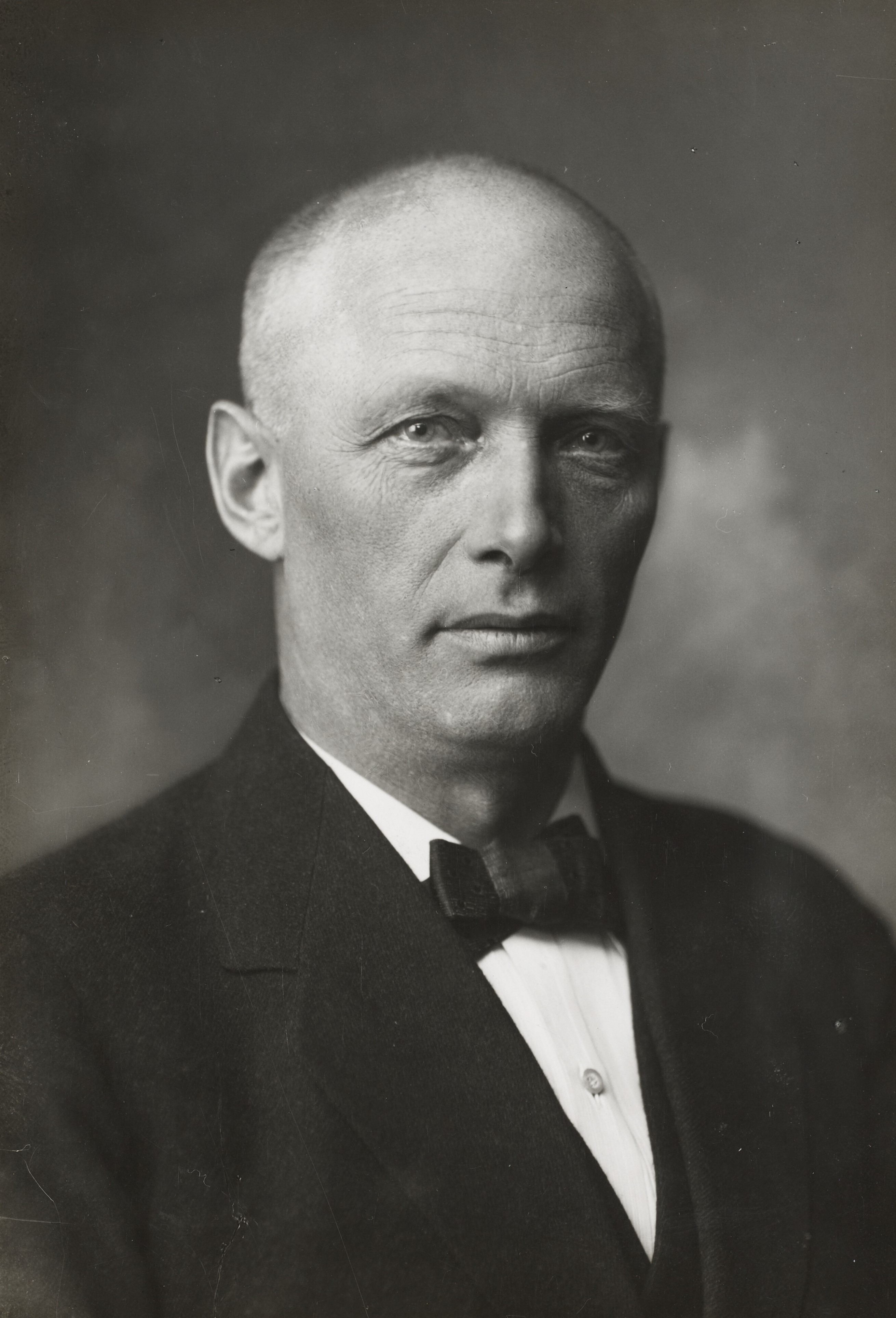
Thomas Madsen-Mygdal

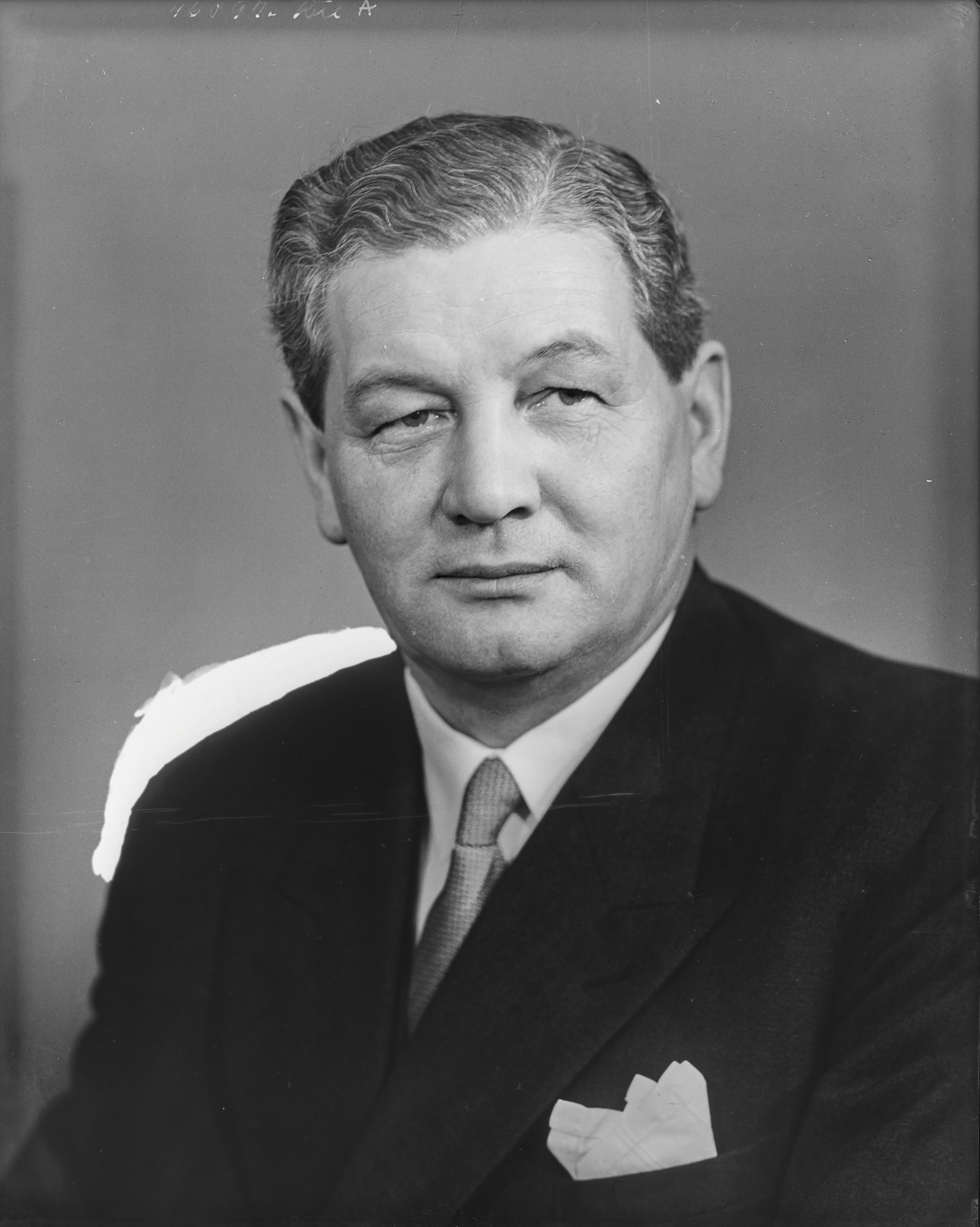
Erik Eriksen

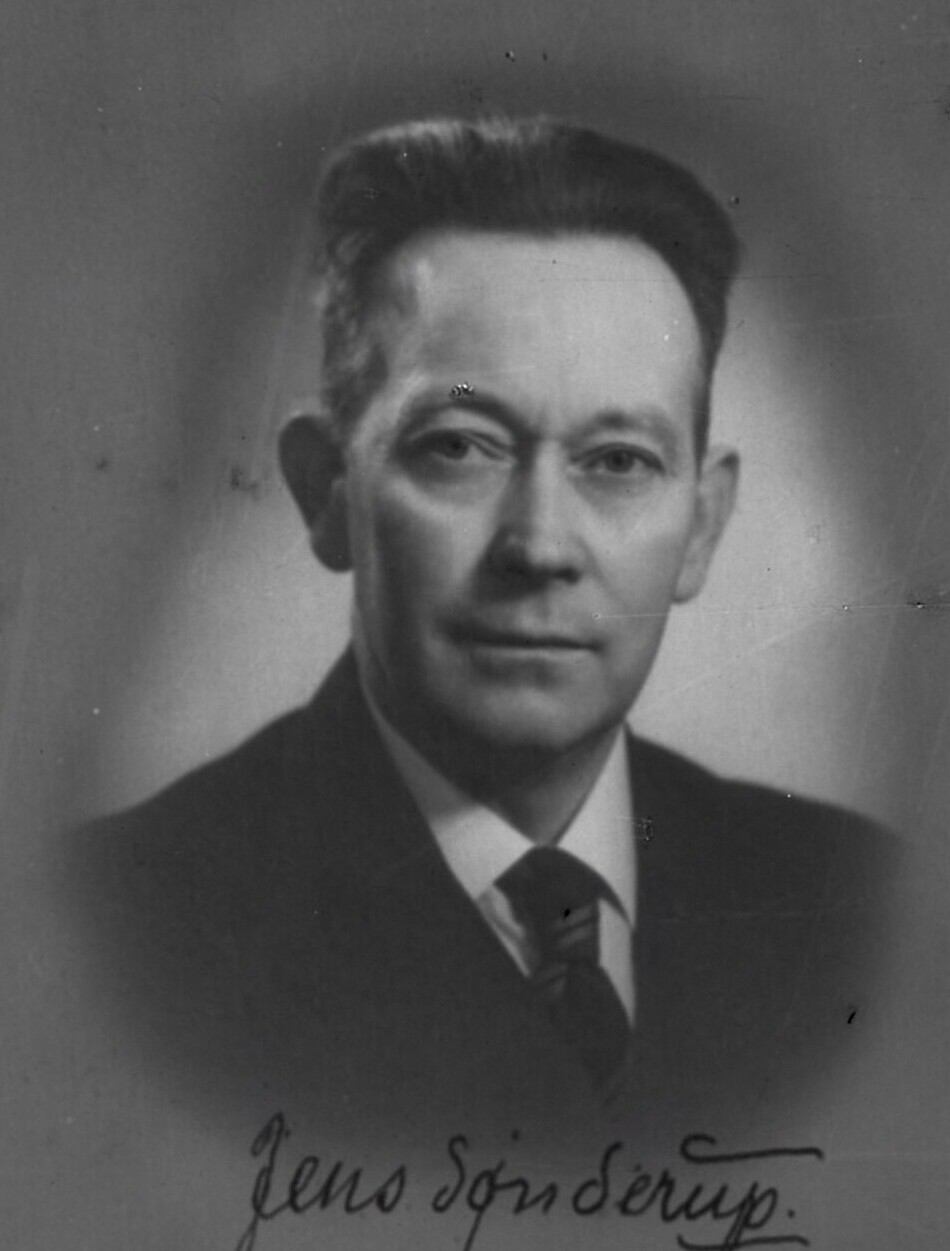
Jens Sønderup

30 grudnia 1996 roku ministerstwo rolnictwa połączyło się z ministerstwem rybołówstwa tworząc ministerstwo pożywienia i rybołówstwa..

## Lista duńskich ministrów rolnictwa (od 1896)
| Od                   | Do                   | Minister rolnictwa                         | Ur.-Zm.   |
| -------------------- | -------------------- | ------------------------------------------ | --------- |
| 22 maja 1896         | 23 maja 1897         | Knud Sehested (Højre)                      | 1850–1909 |
| 23 maja 1897         | 27 kwietnia 1900     | Alfred Hage (bezpartyjny)                  | 1843–1922 |
| 27 kwietnia 1900     | 24 lipca 1901        | Frederik Friis (Højre)                     |           |
| 24 lipca 1901        | 24 lipca 1908        | Ole Hansen (Venstre)                       | 1855–1928 |
| 24 lipca 1908        | 28 października 1909 | Anders Nielsen (Venstre)                   | 1862–1914 |
| 28 października 1909 | 5 lipca 1910         | Poul Christensen (Venstre)                 | 1854–1935 |
| 5 lipca 1910         | 21 czerwca 1913      | Anders Nielsen (Venstre)                   | 1862–1914 |
| 21 czerwca 1913      | 29 marca 1920        | Kristian Pedersen (Det Radikale Venstre)   |           |
| 30 marca 1920        | 5 kwietnia 1920      | Waldemar Oxholm (bezpartyjny)              | 1868–1945 |
| 5 kwietnia 1920      | 5 maja 1920          | Christian Sonne (Frikonservative)          | 1859–1941 |
| 5 maja 1920          | 23 kwietnia 1924     | Thomas Madsen-Mygdal (Venstre)             | 1876–1943 |
| 23 kwietnia 1924     | 14 grudnia 1926      | Kristen Bording (Socialdemokraterne)       | 1876–1967 |
| 14 grudnia 1926      | 30 marca 1929        | Thomas Madsen-Mygdal (Venstre)             | 1876–1943 |
| 30 marca 1929        | 5 maja 1945          | Kristen Bording (Socialdemokraterne)       | 1876–1967 |
| 5 maja 1945          | 13 listopada 1947    | Erik Eriksen (Venstre)                     | 1902–1972 |
| 13 listopada 1947    | 16 września 1950     | Kristen Bording (Socialdemokraterne)       | 1876–1967 |
| 16 września 1950     | 30 października 1950 | Carl Petersen (Socialdemokraterne)         | 1894–1984 |
| 30 października 1950 | 13 września 1951     | Henrik Hauch (Venstre)                     | 1876–1957 |
| 13 września 1951     | 30 września 1953     | Jens Sønderup (Venstre)                    | 1894–1978 |
| 30 września 1953     | 28 maja 1957         | Jens Smørum (Socialdemokraterne)           | 1891–1976 |
| 28 maja 1957         | 26 września 1964     | Karl Skytte (Det Radikale Venstre)         | 1908–1986 |
| 26 września 1964     | 2 lutego 1968        | Christian Thomsen (Socialdemokraterne)     | 1909–2003 |
| 2 lutego 1968        | 14 lipca 1970        | Peter Larsen (Venstre)                     | 1924–1970 |
| 14 lipca 1970        | 11 października 1971 | Henry Christensen (Venstre)                | 1932–1972 |
| 11 października 1971 | 11 grudnia 1973      | Ib Frederiksen (Socialdemokraterne)        | 1927      |
| 11 grudnia 1973      | 14 lutego 1975       | Niels Anker Kofoed (Venstre)               | 1929      |
| 14 lutego 1975       | 30 sierpnia 1978     | Poul Dalsager (Socialdemokraterne)         | 1929–2001 |
| 30 sierpnia 1978     | 26 października 1979 | Niels Anker Kofoed (Venstre)               | 1929      |
| 26 października 1979 | 20 stycznia 1981     | Poul Dalsager (Socialdemokraterne)         | 1929–2001 |
| 20 stycznia 1981     | 10 września 1982     | Bjørn Westh (Socialdemokraterne)           | 1944      |
| 10 września 1982     | 12 marca 1986        | Niels Anker Kofoed (Venstre)               | 1929      |
| 12 marca 1986        | 10 września 1987     | Britta Schall Holberg (Venstre)            | 1941      |
| 10 września 1987     | 25 stycznia 1993     | Laurits Tørnæs (Venstre)                   | 1936      |
| 25 stycznia 1993     | 27 września 1994     | Bjørn Westh (Socialdemokraterne)           | 1944      |
| 27 września 1994     | 30 września 1996     | Henrik Dam Kristensen (Socialdemokraterne) | 1957      |